# Пуклаков, Николай Иванович
Николай Иванович Пуклаков — советский легкоатлет, бегун на длинные дистанции. Участник Олимпийских игр 1972 года на дистанции 5000 метров, где не смог выйти в финал. 

## Биография
На чемпионате мира по кроссу 1973 года занял 21-е место в личном первенстве, а также стал серебряным призёром в командном зачёте.
Занял 5-е место на чемпионате Европы 1974 года в беге на 10 000 метров — 28.29,14.

## Достижения
- 3-е место на чемпионате СССР 1970 года в беге на 5000 метров — 13.50,2
- 2-е место на чемпионате СССР 1974 года в беге на 10 000 метров — 28.33,8
- 2-е место на чемпионате СССР 1975 года в беге на 10 000 метров — 28.23,2